# Trò chơi năm 1989
Trang này liệt kê các board game,  card game, wargame, miniatures game, và trò chơi nhập vai tabletop xuất bản năm 1989.  Đối với trò chơi điện tử, xem Trò chơi điện tử năm 1989.

## Trò chơi được phát hành hoặc phát minh năm 1989
- BattleTroops
- Cyberspace (trò chơi nhập vai)
- HeroQuest
- Prince Valiant (trò chơi nhập vai)
- Quicksand
- Red Storm Rising
- Shadowrun (trò chơi nhập vai)
- Taboo
- Teenagers from Outer Space (phiên bản thứ 2)

## Giải thưởng trò chơi được trao năm 1989
- Spiel des Jahres: Café International

## Sự kiện lớn liên quan đến trò chơi năm 1989
- Coleco tuyên bố phá sản, và được sở hữu bởi Hasbro.